# 葉怡均
葉怡均，台灣說唱藝術家、曲藝家，也是台灣第一位女性評書家，師承陳逸安、田連元。曾以藝名「常憶君」從事相聲表演，並獲得第25屆廣播金鐘獎「綜藝節目主持人獎」。現為台北曲藝團團長、台灣人說唱劇團團長、中國文化大學中國戲劇學系兼任副教授。

## 生平
葉怡均於臺北銘傳大學就讀時期，對編劇產生興趣並嘗試寫劇本，曾進入耕莘文教院寫作班。偶然在校園講座接觸到相聲表演，使葉怡均對相聲產生興趣，因此開始寫相聲段子，由此入門相聲。後來在一次參與校外活動時，由於臨時缺少相聲演員，葉怡均被鼓勵上台演出，之後她便開始嘗試表演，以藝名「常憶君」演出相聲，並於1986年正式拜入台灣第一代相聲大師──陳逸安的門下。1988年，葉怡均與台灣說唱藝術家王振全，受邀前往新加坡、韓國進行文化交流。歸台後，葉怡均成立萬象說唱藝術團，除此之外，也擔任相聲編導、社區大學相聲講師、廣播節目主持人、活動策劃等。
2004年，葉怡均取得佛光大學藝術學研究所碩士學位，後加入台北曲藝團，接任文教部執行長，負責舉辦藝術營隊與出版品，也參與演出。2007年，葉怡均邀請中國知名評書藝術家田連元來台演出，演出結束後，葉怡均決定前往瀋陽拜師學習評書，田連元也同意收她為徒，葉怡均因此成為田連元第一位台灣女弟子，也成為台灣第一位女評書家。葉怡均於2015年起接任台北曲藝團團長至今，並於2016年在臺北孔廟公開收徒，段彥希、宋明翰、張彥廷、吳胤頡四人向葉怡均行拜師禮，出席嘉賓有前國家文化藝術基金會董事長、宏碁集團創辦人施振榮與前文化部長洪孟啟等。

## 著作
- 《有趣的說唱-大陸系說唱在台灣》[9]
- 《說相聲》[9]
- 《語文變聲show》[4]
- 《我把相聲變小了》[4]
- 《說唱玩國》[4]
- 《藝曲趣教遊》[4]
- 《藝曲趣教遊2-藝遊未盡》[4]
- 《這Young玩說唱》[4]
- 評書專輯《鬼不語》[10]

## 獎項
1990年，葉怡均以藝名「常憶君」與王振全，以「相聲－有聲的漫畫」（警察廣播電台）節目獲得第25屆廣播金鐘獎「綜藝節目主持人獎」。